# Гулишамбаров, Степан Иосифович
Степан Иосифович Гулишамбаров (арм. Ստեփան Գուլիշամբարով; 1849—1915) — российский экономист, публицист, редактор, тайный советник.

## Биография
Родился 13 мая 1849 года в Тифлисской губернии Российской империи в армянской семье.
В 1874 году окончил химическое отделение Петербургского технологического института со званием технолога 1-го разряда.
Научно-литературную деятельность начал отчётом о венской всемирной выставке 1873 года под названием «Технологические очерки» (1874).
С 1876 по 1879 год редактировал газету «Бакинские известия».
Командированный в Европу и Америку для изучения нефтяного дела, он издал ряд трудов по истории и экономическому состоянию нефтяной промышленности в Российской империи и за границей, составил карты нефтяных месторождений и планы нефтеобрабатывающих заводов.
С 1891 года С. И. Гулишамбаров принялся за изучение торгово-промышленной деятельности Российской империи, в связи с состоянием всемирного рынка. По этому предмету он написал ряд монографий по отдельным товарам и очерки отдельных эпох (царствование Николая I и Александра III). В тесной связи с этими работами находятся его исследования по международному товарному обмену и сравнительной статистике России в ряду великих держав. Гулишамбаров автор ряда статей по экономике в ЭСБЕ.
С 6 апреля 1903 года — действительный статский советник. Был награждён российскими орденами Св. Станислава 1-й ст. (1908) и Св. Владимира 3-й ст. (1905); иностранными; кавалерским крестом французского почётного легиона (1901) и командорским крестом бельгийского ордена Леопольда I (1907).
Умер в чине тайного советника 21 апреля 1915 года и был похоронен в родном городе Гори.
Всё своё состояние в размере около 80 тысяч рублей он завещал Кавказскому армянскому благотворительному обществу, Тифлисскому политехническому институту (ныне Грузинский технический университет), Тифлисским высшим курсам, литературному фонду, Русскому географическому обществу и своей Альма-матер.
В Тифлисский политехнический институт и Кавказское армянское благотворительное общество, Степан Иосифович Гулишамбаров ещё при жизни передал всю свою обширную библиотеку.